# Pietro Buzzi
Pietro Buzzi (Casale Monferrato, 1879 – Casale Monferrato, 27 marzo 1940) è stato un imprenditore italiano, cementiere, figlio di Luigi e di Alessandrina Vellano, fratello di Antonio Buzzi.

## Biografia
Da due generazioni i Buzzi erano fabbricanti di cementine ed esperti nelle lavorazioni in cemento. La produzione di piastrelle richiedeva discrete quantità di materia prima che veniva acquistata dai produttori del Monferrato. Alla morte del padre, avvenuta nel 1903, Pietro Buzzi rilevò l’attività di famiglia insieme al fratello e decise che fosse più economico produrre il cemento direttamente, e commercializzarlo a sua volta. Nel 1905 i fratelli Buzzi si recarono in Francia presso la cementeria Vicat a Vif (vicino a Grenoble) con lo scopo di imparare a produrre cemento naturale da marna, percorso di formazione industriale che fecero anche gli altri cementieri casalesi.
Due anni più tardi, nel 1907, i due fratelli fondavano la Fratelli Buzzi dei fratelli Pietro e Antonio Buzzi (oggi Buzzi Unicem Spa) avviando la loro prima cementeria a Trino (VC) (in funzione ancora oggi) e sfruttando le miniere di marna di Camino (AL).
Si suddivisero i compiti in base alle reciproche competenze e attitudini: Pietro Buzzi si occupò prevalentemente degli investimenti e della rappresentanza pubblica.
Fervente cattolico, presidente della Giunta Diocesana di Casale Monferrato, nominato Commendatore dell'Ordine di San Gregorio Magno, Pietro Buzzi partecipò attivamente all'Azione Cattolica e al Partito Popolare Italiano di Luigi Sturzo, nelle cui liste si candidò alle elezioni amministrative generali del 23 aprile 1922 a Casale Monferrato.
Morì improvvisamente di infarto nel marzo 1940 a Casale Monferrato.
L'attività imprenditoriale proseguì sotto la guida del fratello Antonio e del figlio Luigi.